# Muixaixa
Muixaixa (en àrab Muxaʿxaʿ) fou una dinastia àrab xiïta del Khuzestan amb centre a la població de Hawiza o Huwayza. Va sorgir d'una secta del sud de l'Iraq. Com els moviments sectaris de Qasim al-Anwar i Muhàmmad Nurbakhx, el fundador Sàyyid Muhàmmad ibn Falah Muixaqxaq va agafar el seu laqab (Muixaixa) d'una imatge de dispersió de la llum.

## La secta
El moviment era específicament xiïta i militarista. Nascut a principis del segle xv a Wasit, Muhammad ibn Falah Muixaixa va estudiar a Hilla amb el distingit teòleg xiïta sufi Ahmad ibn Fahd al-Hillí (+ 1437/1438) que el va afavorir considerablement i va concertar una aliança matrimonial amb ell. No obstant això, quan Muixaixa es va proclamar ell mateix mahdí el 1436–1437, al-Hillí es va negar a reconèixer-lo i quan Muixaqxaq es va traslladar a Wasit i va declarar la seva intenció de conquerir el món, al-Hillí es creu que va emetre una fàtua que el condemnava a mort i li va demanar al governant de Wasit d'implementar la sentència. El governant va actuar contra Muixaqxaq, el qual es va traslladar al sud de l'Iraq, on va reunir seguidors entre les tribus àrabs.

## Comparació dels muixaixa i els niurbakhxi
El Nurbakhxi i el Muixaqxaq tenien alguns trets en comú, a més a més de l'afirmació del líder de ser un mahdí. Tant en els Nurbakhxi com en els Muixaixa foren deixebles escollits els que van anunciar la seva reclamació quan els seus mestres eren vells i presumiblement incapaços de controlar les accions dels seus seguidors. S'observa en ambdós moviments signes de desacord dins del grup sobre el nivell en que s'han de prendre mesures polítiques o militars, i fins a quin punt una doctrina extrema s'hauria de promulgar. En ambdós casos, el fundador del moviment va anar més enllà dels ensenyaments doctrinals del seu mestre i podem constatar com Qasim al-Anwar sembla haver repudiat algunes de les accions dels seus seguidors, suggerint que ell mateix no era responsable de les seves accions.
En aquestes circumstàncies no és sorprenent que la dinastia i alguns dels ulames hagués considerat Qasim al-Anwar, Muhammad Nurbakhx i Muhammad Muixaqxaq, perillosos. A part de les qüestions doctrinals, el perill d'un líder carismàtic amb un seguiment entusiasta de la tribu o la pagesia era molt real i no fàcil de contrarestar, ja que cap governant no volia arriscar-se a convertir-se en l'enemic d'algú que podria resultar ser realment sant.

## El paper d'Hilla
Els Muixaqxaq van dominar parts de l'Iraq i, sota la seva política de persecució, Hilla va perdre el seu protagonisme com a centre d'aprenentatge intel·lectual. Aquests moviments normalment tenien aspiracions messiàniques per a l'alliberament de grups oprimits i desfavorits.

## El fundador
El xeic Sayyid Muhàmmad ibn Falah, suposat descendent del setè imam Mussa al-Kàdhim. Era nascut a Wasit i les seves opinions religioses (es considerava representant d'Alí ibn Abi-Tàlib i mahdí) van provocar l'excomunió (tafkir) pel seu mestre el xeic Ahmad ibn fadh d'al-Hilla, que va morir el 1437. Ja llavors Muhammad ibn Falah havia anunciat la seva missió (zuhur) a les tribus àrabs dels Banu Sulama, Tayyi i Sudan de la rodalia de Wasit, i es va proclamar mahdí i profeta. La seva religió es deia mushasha, i si bé l'etimologia de la paraula és incerta sembla estar relacionada amb la llum i era un precedent del xiïsme extrem. Derrotat el 1440 no es va donar per vençut i va devastar la regió de la Shawka i va convertir als Nays, clan de la tribu Maadi, a la regió de Dub, que van bescanviar els seus ramats per armament. Va seguir la seva lluita contra diversos xeics locals però fou derrotat decisivament pel governador de Wasit i va fugir a Huwayza, que estava governada pel xeic Djalal ibn Abi l-Khayr Djazairi, vassall del príncep timúrida del Fars Abd Allahibn Ibrahim Sultan.

## Activitat política i militar
La seva primera trobada amb els timúrides va ser el 7 de març de 1441, quan ell i els seus seguidors, ara dirigits en part pel seu fill, van atacar les forces timúrides prop de Wasit. Amb les seves forces Muhammad ibn Falah i el seu fill Mawla Ali van conquerir Huwayza el 16 de gener del 1442. El Muixaixa va continuar sent una font de problemes durant alguns anys. Finalment van fer la pau amb els safàvides.
Llavors es va haver d'enfrontar a Ispand (o Isfahan) ibn Kara Yusuf, governant de Bagdad (1433-1445) dels qara qoyunlu, oposat als timúrides. Ispand va conquerir Huwayza però quan les forces del qara qoyunlu van marxar a Bàssora, Muhammad ibn Falah va convertir a la guarnició. Ispand (que era xiïta des de 1436) ocupat en altres afers no va poder evitar l'extensió del moviment del xeic Muhammad pel Khuzestan i el sud de l'Iraq. Ispand va morir el 1444/1445 i el 1447 va morir el sobirà timúrida Xah Rukh (Shah Rukh) i llavors Muhammad ibn Falah i el seu fill Mawla Ali van començar a desafiar obertament l'autoritat dels qara qoyunlu; Jahan-Xah dels qara qoyunlu, va nomenar al seu fill Pir Budak com a governador de Fars, però no li va facilitar prou forces militars i Mawla Ali va atacar Wasit (1454). Pir Budak no tenia prou forces per defensar l'Iraq i Mawla Ali va continuar la seva campanya i va atacar Najaf que va saquejar, i va dessacralitzar la tomba d'Ali ibn Abi-Tàlib; va devastar les regions a l'entorn de Bagdad fins que un exèrcit de Djahan Shah els va poder forçar a la retirada. Llavors Mawla Ali va marxar a combatre Pir Budak i va acabar morint en campanya en un combat a la vora del Rud-i Kurdistan el 1556/1557. Muhammad ibn Falah va haver d'enfrontar a un exèrcit qara qoyunlu que manat per Nasir ibn Faradj Allah havia sortit de Bagdad i marxava contra ell; però Muhammad va obtenir el triomf prop de Wasit i va establir la seva hegemonia al Khuzestan i al sud de l'Iraq.
Muhammad va morir en data incerta, probablement vers 1465/1466. El va succeir el seu fill Sultan Muhammad. va estendre el seu domini al Luristan, a les terres de lurs, bakhtiyaris i faylis, i a una part de la regió d'al-Djazair a l'Iraq i de la rodalia de Bagdad. Es va estendre la doctrina xiïta i van tenir un paper important els xeics marashis del Tabaristan o Mazanderan, una branca dels quals, sota Diya al-Din Nir Allah al-Husayn al-Marashi es va establir a Shushtar.
El final del següent sayyid mushasha, Mushin, a l'inici del segle xvi, va coincidir amb l'ascens dels safàvides a Pèrsia, el cap dels quals, Ismail I, pretenia ser reconegut com a únic sobirà xiïta. El 1508 els safàvides van ocupar Bagdad i a partir d'aquí van poder enfrontar als mushasha. Un fill de Mushin, Fayyad, probablement un títol d'Ali ibn Mushin, va morir en combat a Huwayza i encara que aquesta ciutat fou reconquerida per Falah ibn Mushin, un germà del difunt, només va aconseguir una autonomia, dominant la ciutat i el Khuzestan oriental i va haver de reconèixer a Ismail I com a sobirà. Dizful va quedar en mans de xeics ranashis i Shushtar sota l'autoritat d'un cap local. Al final del regnat d'Ismail I, o en el de Tahmasp I, el Khuzestan fou dividit en dues parts: l'Arabistan, a l'oest, que va quedar sota els mushasha com a governants, i el Khuzestan, sota govern militar dirigit pels governador de Kuh Giluya o algunes vegades pels governadors del Fars.
Falah ibn Mushin va morir el 1514 i el va succeir Badran ibn Falah que va conservar certa autonomia i fou confirmat per Tahmasp I el 1541 sent lleial als safàvides. El seu successor Sadjdjad (Muttalib ibn Badran?) en canvi es va acostar als otomans potser sota la pressió d'Ali Pasha, el governador turc de Bagdad que el 1584 va enviar un destacament a Huwayza. Haydar Kuli Sultan fou nomenat governador de Dizful i els ashfar van formar llavors la principal força del nord del Khuzestan i zones veïnes i els mushasha van quedar confinats a Huwayza i rodalia. Ali i des del 1584 el seu fill Zanbur ibn Ali (fins al 1590) van ser els següents.
Mubarak ibn Muttalib ibn Badran, que de jove es dedicava al bandidatge a Dawrak i Ram Hurmuz, va expulsar al seu oncle del poder entre 1587 i 1590 i va intentar reforçar la seva situació al Khuzestan ocupant Dizful i Shushtar però el 1595 un exèrcit enviat pel xa Abbas I el Gran va pacificar la regió entre Luristan i Kuh Giluya i Arabistan-Khuzestan i el Khuzestan fou posat sota un governador turcman dels shamlu. Mubarak però va poder eludir un càstig greu pel seu desafiament, ja que el xa no volia iniciar operacions militars d'envergadura i temia l'ajut otomà als mushasha i, per tant, Mubarak fou reconegut com a hakim de l'Arabistan; el 1596/1597 els afshar es van revoltar i Mubarak els va donar suport, però en ser dominada la rebel·lió el 1597 fou perdonat i confirmat. Els safàvides comptaven amb els mushasha pel control de les tribus àrabs del Khuzestan.
El sayyid Mawla Muttalib havia modificat la forma extremista de xiïsme dels seus predecessors a una forma més ortodoxa, facilitant l'acostament als safàvides i Mubarak encara va anar més lluny i va alinear als mushasha amb el xiïsme duodecimà. Aquesta posició va permetre la seva qualificació al més alt rang de l'estat safàvida, sent un dels quatre virreis (wali) amb títol de wali-yi Arabistan -i Huwayza. Només havia d'enviar alguns regals a la cort safàvida i no pagava impostos. Mubarak va morir el 1616 i el va succeir el seu fill Nasir, criat a la cort safàvida i casat amb una germana d'Abbas I el Gran, que al cap d'un mesos fou substituït per Rashid ibn Salim ibn Muttalib que tenia més suport entre les tribus àrabs. No obstant aviat fou mort per una facció dissident dels Banu Lam i va esclatar el conflicte fins que el 1620 Mansur ibn Muttalib, que va tornar de l'exili, va ser nomenat wali, tenint el suport dels governadors del Luristan i Shushtar. El 1624 el va substituir el seu nebot Muhammad ibn Mubarak després d'haver-se oposat més o menys obertament a una campanya persa contra Bagdad. Va cooperar estretament amb el governador del Fars, Iman Kuli Khan, i quan aquest fou destituït i executat el 1632, Muhammad va ser destituït al cap de poc i substituït per Mawla Mansur.
Mansur va provar de dominar Ahwaz que estava en mans del sayyid Farhad, aliat a Ali Pasha, governador de Bàssora. El 1643/1644 Mawla Mansur, a petició dels xeics àrabs (que feia uns anys havien adoptat el títol de kan en comptes de xeic), fou substituït per Baraka. Mawla Mansur fou enviat a l'exili a Mashad al Khorasan. Huwayza i l'Arabistan va restar sota control dels Mushasha, si bé cap dels seus governants va exercir mai un govern fora de la regió i generalment se'ls obligava a viure a la cort safàvida; alguns foren exiliats a Mashad.
Baraka fou destituït el 1650 acusat de no exercir control sobre les tribus i en lloc seu fou nomenat Ali Khan ibn Khalaf ibn Muttalib. Acusat al seu torn d'indulgència envers alguns membres de la seva família, va esclatar una lluita civil. Manushihr Khan, governador del Luristan, va haver d'intervenir i va ocupar Huwayza enviat a Ali Khan a la cort a Esfahan. Però després el governador de Kuh Giluya va fer tornar a Ali Khan, perquè Huwayza era considerada una part important de les defenses contra els otomans.
Cada vegada més es van desenvolupar lluites internes dins la família. Ali Khan va morir el 1681 i els seus fills van iniciar la lluita per la successió. Després el seu germà Abd Allah només va regnar vuit mesos (1685-1686). Faradj Allah ibn Ali Khan va intentar expandir-se cap a l'oest i es va apoderar de Bàssora i Kurna que estaven en mans del xeic (kan) Manis ibn Mughamis dels Banu l-Muntafik (1697 o 1698) però la va perdre davant els otomans el 1701. Ibrahim Khan fou el nou governador militar d'Huwayza i va nomenar com a wali a Ali, nebot de Faradj Allah, i aquest fou arrestat i empresonat fins a 1708/1709.
Lentament els mushasha es van anar allunyant del poble i van entrar en els conflictes de la cort safàvida. La família Wakhushtu de Shushtar va perdre el poder a l'inici del segle xviii. El 1703 Abd Allah ibn Faradj Allah fou nomenat wali però el seu propi pare se li va oposar i va tornar al poder vers 1709. El 1715 la cort safàvida va nomenar altre cop wali a Abd Allah. Sense poder els safàvides i amenaçat per tribus àrabs, Abd Allah va haver de fer aliança amb els otomans de Bagdad. El 1719/1720 els safàvides van intervenir novament i va nomenar wali a Muhammad ibn Abd Allah (o Muhammad Khan ibn Faradj Allah Khan) instal·lat per un exèrcit safàvida. Abd Allah hauria estat mort pels safàvides.
El 1722 els afganesos van atacar Esfahan i els àrabs sota control del wali mushasha eren de les poques forces amb les que es podia comptar per a la defensa de la ciutat. Muhammad no obstant va tenir un paper ambigu en la batalla de Gulnabad contra Mahmud Khan Ghilzay. No se sap segur qui era wali en aquell moment, ja que hi ha fonts que parlen d'Abd Allah i altrew de Muhammad Khan ibn Faradj Allah Khan. El 1727 en l'acord entre Ashraf Khan i el govern otomà, Huwayza fou reconeguda als turcs amb la resta de territoris occidentals, però de fet aquests no van intervenir a la regió i concentraven els seus esforços al Kurdistan i l'Iraq ajamita. El març/abril del 1730 Nadir Shah va recuperar la regió i entre 1730 i 1740 Huwayza fou una província persa fronterera el que fou confirmat als tractats de 1733 i 1736 que restablia la frontera tal com era al tractat de Zuhab el 1638. Un nou tractat el 1746 va confirmar el domini persa. Nadir Shah va crear el govern del Khuzestan el 1737/1738 i Huwayza va esdevenir capital mentre el cap mushsha fou traslladat a Dawrak on va viure durant 10 anys, fins a la mort de Nadir Shah el 1747. Vers aquest any el mushsha Muttalib ibn Muhammad ibn Faradj Allah Khan va enderrocar a Muhammad Khan Balutx, governador del Khuzestan designat per Nadir Shah, i va recuperar Huwayza.
Adil Shah va confirmar a Muttalib. Aquest va intentar agafar el control de Dezfuil i Shushtar però en aquestes lluites van emergir els Ali-i Kathir com a força destacada al Khuzestan, sota la direcció del seu xeic Sad, amb centre a la regió entre Diz i Karkha. Un conflicte intern entre els Ali-i Kathir va permetre a Muttalib recuperar part de l'autoritat com a wali al Khuzestan però no va poder imposar el seu domini a les tribus àrabs que antigament havien estat clients dels mushasha. La lluita va causar l'eliminació dels amirs ashfars, abans poderosos, el que va ser negatiu per l'agricultura que aquests havien encoratjat i protegit. Progressivament els Ali-ii Kathir es van imposar. En la lluita Muttalib va matar el xeic Sad però al seu torn va acabar mort a mans d'un fill del xeic Sad com a revenja. Karim Khan Zand va anar a la regió per restablir l'orde i els mushsha foren confinats a Huwayza.
El poder ascendent foren després els Banu Kab, que basaven el seu poder en els vaixells i havien quedat al marge del conflicte entre els mushsha i els Ali-i Kathir, dominant l'Arabistan meridional. Entre 1763 i 1768 Karim Khan Zand els va controlar però després van seguir augmentant el seu poder. A Huwayza, Muttalib havia estat substituït pel seu cosí Mawla Djud Allah, al darrere del qual va governar Mawla Ismail. Karim Khan Zand va morir el 1779 i Ali Murad Khan Zand va intentar evitar la descomposició del poder Zand al Khuzestan i va nomenar a Mawla Mushin com a wali, durant el qual un canal construït a Karkha per un xeic local de nom Hashim, va desviar l'aigua de la zona d'Huwayza i en endavant aquesta no va poder submisnistrar gra a Bàssora; d'altra banda la lluita pel control de Dizful i Shushtar entre les tribus àrabs continuava el que accelerava la decadència d'Huwayza. Djud Allah Mawla Muhammad va ser nomenat wali i va poder evitar el desastre econòmica construint una resclosa al canal que va permetre disposar d'aigua.
Sota Fat·h-Alí Xah Qajar (1797-1834) l'Arabistan-Khuzestan estava dividit en diverses zones: Dizful, Shushtar, Ali-i Kathir, Mushasha i Banu Kab. Els tres primers territoris van ser posats sota autoritat de Muhammad Ali Mirza Dawlatshah. La part sud incloent Ram Hurmuz, Fallahiya i Hindiyan, va passar sota control de Husayn Ali Mirza Farmanfarma. Muhammad Ali Mirza Dawlatshah va anar a Shushtar el 1806/1807 intentant establir l'orde però en canvi va deixar en pau Huwayza, però després se sap que el 1810 el wali fou fet presoner i portat a Dizful però en general no se sap que va passar en aquest temps. El 1831-1832 Huwayza fou assolada per una epidèmia de còlera i el 1834 es van ensorrar la presa del canal de Karkha el que va portar la ruïna a la regió. Huwayza es va despoblar i el 1840 només tenia uns 500 habitants, i la majoria o havia emigrat o havien esdevingut nòmades. Els mushasha seguien governant i recaptant els impostos que cada cop eren menys, i els pagaven al governador persa del Khuzestan, que depenia de vegades del governador de Kermansah, de vegades del de Siraz i altres del d'Esfahan.
Fou precisament el governador d'Esfahan, Manushihr Khan Mutamid al-Dawla, governador d'Esfahan, Luristan i Khuzistan, el que va nomenar al mushsha Mawla Faradj Allaj com hakim de tota la província de Khuzestan el 1841, quan Thamir i Abd al-Rida, caps dels Banu Kab, es van aliar als otomans. No obstant la part sud de la província d'Arabistan, des de Hindidjan a Muhammara, van quedar sota autoritat de Farhad Miraza, subgovernador de Fars. El tractat d'Erzurum de 1843 va atribuir a Pèrsia plena sobirania a l'est del Shatt al-Arab i, per tant, sobre Muhammara. Llavors el cap local dels Banu Kab, Hadjdji Djabir Khan, que tenia el suport dels perses, va començar a destacar i va poder estendre el seu control sobre les tribus àrabs de la regió. El hakim mushasha van haver de combatre els seus propis nòmades que progressivament esdevenien dependents del xeic Hadjdji Djabir Khan, al que els perses deixaven fer tot i que sota la nominal autoritat del governador general persa del Khuzestan.
El 1872 Hamza Mirza Hishmat al-Dawla va nomenar a Mawla Muhammad ibn Nasr Allah ibn Abd Allah com a nou governador (hakim) a Huwayza. El 1881 fou nomenat Mawla Muttalib ibn Nasr Allah però poc després Nizam al-Saltana el va substituir per Mawla Nasr Allah vers 1888. Aquest període del poder mushasha canviar va provocar la defecció de la tribu àrab dels Banu Turuf que van refusar pagar tribut. El 1894 Huwayza es va revoltar contra la guarnició persa però el moviment fou reprimit, però els perses van encarregar al xeic Mizal ibn Djabi Khan dels Banu Kab, arranjar la situació a Huwayza. el xeic va delegar en el seu germà Khazal Khan ibn Djabir que va aconseguir que el governant mushasha anés a Dizful on va quedar presoner la resta de la seva vida i el va substituir Mawla And al-Ali. Khazal es va casar amb una princesa mushasha i el 1910 va nomenar al germà de la seva dona com a hakim de Huwayza al lloc de Mawla Add al-Ali, però sense poder efectiu. Khazal fou enderrocat el 1924 i Abd al-Ali va recuperar la seva posició a Huwayza però ja sense cap poder polític.